# Puerto Peñasco (kommun)
Puerto Peñasco är en kommun i Mexiko.   Den ligger i delstaten Sonora, i den nordvästra delen av landet, 1 900 km nordväst om huvudstaden Mexico City.
Följande samhällen finns i Puerto Peñasco:
- Puerto Peñasco